# 角富士夫
角 富士夫（すみ ふじお、1956年5月31日 - ）は、福岡県出身の元プロ野球選手（内野手）。
福岡第一高等学校から1975年にヤクルトスワローズへ入団。1994年に現役を引退してからも、同球団でコーチや編成部門の管理職を務めた。1996年からは「角 冨士夫」という名義で活動していた。2018年10月31日付で退団した後に、2019年2月7日付で東京国際大学硬式野球部の監督へ就任。

## 経歴

### プロ入り前
中学時代に野球を始め、福岡第一高等学校では1年の時からレギュラーとなり3年の時は投手で4番打者として活躍。
1973年秋季九州大会県予選南部準決勝に進むが三池工に敗れる。
1974年に夏の甲子園に出場。3回戦に進むが、この大会準優勝の防府商に敗退した。2回戦では長岡商から大会2号本塁打を放つ。この年のNPBドラフト会議でヤクルトスワローズから2位で指名され内野手として入団。入団当初の背番号は41。

### ヤクルト時代
1976年から一軍公式戦へ出場すると、徐々に頭角を表した。
1978年には、船田和英・水谷新太郎との併用ながら、主に三塁手として一軍公式戦87試合に出場。現役生活で唯一のオールスターゲーム出場も果たした。一時は首位打者争いにも加わるほど好調で、8月に故障欠場しセントラル・リーグの最終規定打席に届かなかったものの、打率.273を記録。前身球団を通じても初めてのリーグ優勝と日本シリーズ制覇に貢献した。阪急ブレーブスとの日本シリーズでは、ホームゲームとして後楽園球場で催された第2戦で特大の本塁打を放つと、第3戦ではスタメンに起用。しかし、後に故障したため、日本一決定後の胴上げには加われなかった。
1979年は開幕から二塁手として起用されるがすぐに故障で離脱。しかし7月には復帰し三塁手の定位置を獲得する。
1980年は初めて規定打席（18位、打率.281）に到達した。以降も、パンチ力を備えた打撃と堅実な守備を武器に、正三塁手として長らく活躍。
1984年には、現役生活で唯一の一軍公式戦全130試合出場を果たした。
1985年にも規定打席に到達したが、打率は到達者の中で最も低かった（35位、打率.245）。阪神タイガースが21年振りのリーグ優勝を決めた10月16日の対阪神戦（明治神宮野球場）では、延長10回裏2死で打席が回り、中西清起の前に投手ゴロに倒れ最後の打者となる。
1987年には、前年まで三塁手としてMLBで活躍していたボブ・ホーナーが入団した影響で、正三塁手の座をホーナーに譲った。
1988年はホーナーが1年でMLBに戻ったため正三塁手に返り咲くが、同年より長嶋一茂が入団。長嶋育成の方針で併用の形が取られた為にフル出場には至らなかった。
1990年には打率.301（リーグ10位）と、現役生活で唯一の打率3割超えを記録した。
1991年には、セ・リーグの三塁手部門でゴールデングラブ賞を獲得するなど、守備面でチームのAクラス入りに貢献。しかし、前年から打撃成績が低下したため、シーズンの終了後には球団からの減俸提示を受け入れる格好で契約を更改した。
1992年・1993年にはジャック・ハウエルに正三塁手の座を明け渡すが、1992年には、チームのリーグ優勝決定前日（10月9日）の対広島東洋カープ戦で佐々岡真司から代打決勝3点本塁打を記録。西武ライオンズと対戦した翌年の日本シリーズでも、自身およびチーム15年振りの日本一達成の瞬間を、三塁手としてグラウンド上で迎えた。
1994年に現役を引退。
1995年に二軍内野守備・走塁コーチへ就任したことを皮切りに、2018年まで44年にわたってヤクルトに在籍。在籍中には、一軍打撃コーチ（1996年）、二軍打撃コーチ（1997年 - 2001年, 2006年）、二軍守備・走塁コーチ（2002年 - 2005年, 2007年 - 2009年）を歴任した。
2010年からフロント（編成部門）へ異動したが、編成グループ次長だった2018年10月31日に、任期満了でヤクルトを退団した。

### ヤクルト退団後
学生野球資格の回復に向けて講習会を受講した後に、2019年2月5日付で日本学生野球協会から資格の回復を認定された。この認定によって、同協会に加盟する大学・高校の硬式野球部での指導が可能になったため、2月7日付で東京国際大学硬式野球部の監督に就任した。同大学には、ヤクルト時代のチームメイトで、コーチ時代に捕手兼任で一軍監督を務めた古田敦也が特命教授として在籍。同部の監督に招聘された元・プロ野球選手は、先々代の古葉竹識、先代の山中潔（いずれも角と同じ経緯で招聘）に続いて3人目である。
2021年退任。その後、社会人野球のIMF BANDITS富山で監督を務める。

## 人物
- 自身の長男の角鴻太郎は日本大学第三高等学校、東洋大学でプレーし、現在は未来富山高等学校野球部監督を務め、2025年「第107回全国高等学校野球選手権大会」出場に導いた人物である[9]。

## プレースタイル
- 二塁手での起用が多かった1986年を除いて三塁手での起用が多く、三塁手での通算守備率は0.975であった。
- 打順は若い頃は2番が多く、晩年は6番7番が多くなった。長打率、OPSは平均的であったが20歳代後半には5年連続で2桁本塁打を記録している[10]。

## 詳細情報

### 年度別打撃成績
| 年 度      | 球 団      | 試 合 | 打 席 | 打 数 | 得 点 | 安 打 | 二 塁 打 | 三 塁 打 | 本 塁 打 | 塁 打 | 打 点 | 盗 塁 | 盗 塁 死 | 犠 打 | 犠 飛 | 四 球 | 敬 遠 | 死 球 | 三 振 | 併 殺 打 | 打 率 | 出 塁 率 | 長 打 率 | O P S |
| ---------- | ---------- | ----- | ----- | ----- | ----- | ----- | -------- | -------- | -------- | ----- | ----- | ----- | -------- | ----- | ----- | ----- | ----- | ----- | ----- | -------- | ----- | -------- | -------- | ----- |
| 1976       | ヤクルト   | 25    | 56    | 51    | 11    | 14    | 4        | 0        | 2        | 24    | 4     | 0     | 0        | 1     | 0     | 4     | 0     | 0     | 13    | 1        | .275  | .327     | .471     | .798  |
| 1977       | ヤクルト   | 23    | 18    | 17    | 2     | 3     | 1        | 0        | 0        | 4     | 1     | 0     | 0        | 0     | 0     | 1     | 0     | 0     | 3     | 0        | .176  | .222     | .235     | .457  |
| 1978       | ヤクルト   | 87    | 370   | 322   | 41    | 88    | 20       | 0        | 7        | 129   | 29    | 2     | 3        | 25    | 0     | 21    | 0     | 2     | 48    | 4        | .273  | .322     | .401     | .723  |
| 1979       | ヤクルト   | 48    | 179   | 153   | 27    | 44    | 5        | 0        | 7        | 70    | 21    | 1     | 0        | 5     | 1     | 18    | 0     | 2     | 29    | 8        | .288  | .368     | .458     | .826  |
| 1980       | ヤクルト   | 97    | 332   | 295   | 35    | 74    | 12       | 0        | 7        | 107   | 28    | 5     | 2        | 15    | 0     | 21    | 2     | 1     | 52    | 2        | .251  | .303     | .363     | .666  |
| 1981       | ヤクルト   | 120   | 486   | 431   | 52    | 121   | 17       | 2        | 18       | 196   | 46    | 2     | 4        | 13    | 1     | 38    | 2     | 3     | 62    | 5        | .281  | .342     | .455     | .797  |
| 1982       | ヤクルト   | 126   | 535   | 473   | 50    | 127   | 19       | 2        | 13       | 189   | 47    | 2     | 4        | 18    | 2     | 39    | 1     | 3     | 42    | 10       | .268  | .327     | .400     | .727  |
| 1983       | ヤクルト   | 89    | 351   | 314   | 35    | 79    | 11       | 0        | 11       | 123   | 30    | 2     | 0        | 19    | 1     | 16    | 0     | 1     | 31    | 11       | .252  | .289     | .392     | .681  |
| 1984       | ヤクルト   | 130   | 538   | 445   | 58    | 119   | 15       | 1        | 11       | 169   | 38    | 1     | 3        | 31    | 3     | 59    | 4     | 0     | 58    | 13       | .267  | .351     | .380     | .731  |
| 1985       | ヤクルト   | 122   | 487   | 429   | 42    | 105   | 12       | 2        | 15       | 166   | 54    | 1     | 1        | 16    | 4     | 37    | 1     | 1     | 46    | 13       | .245  | .304     | .387     | .691  |
| 1986       | ヤクルト   | 80    | 288   | 248   | 29    | 70    | 9        | 3        | 6        | 103   | 29    | 1     | 1        | 19    | 2     | 18    | 3     | 1     | 27    | 6        | .282  | .331     | .415     | .746  |
| 1987       | ヤクルト   | 68    | 183   | 166   | 18    | 36    | 4        | 1        | 5        | 57    | 12    | 0     | 0        | 8     | 0     | 8     | 0     | 1     | 24    | 5        | .217  | .257     | .343     | .600  |
| 1988       | ヤクルト   | 98    | 230   | 209   | 16    | 48    | 8        | 0        | 6        | 74    | 23    | 0     | 0        | 8     | 2     | 10    | 3     | 1     | 41    | 7        | .230  | .266     | .354     | .620  |
| 1989       | ヤクルト   | 96    | 318   | 282   | 27    | 75    | 17       | 1        | 5        | 109   | 32    | 0     | 2        | 12    | 2     | 20    | 2     | 2     | 46    | 7        | .266  | .317     | .387     | .704  |
| 1990       | ヤクルト   | 112   | 409   | 366   | 26    | 110   | 14       | 2        | 6        | 146   | 51    | 2     | 2        | 7     | 6     | 29    | 6     | 1     | 41    | 11       | .301  | .348     | .399     | .747  |
| 1991       | ヤクルト   | 106   | 325   | 285   | 21    | 67    | 10       | 1        | 7        | 100   | 34    | 0     | 1        | 7     | 5     | 27    | 2     | 1     | 37    | 16       | .235  | .299     | .351     | .650  |
| 1992       | ヤクルト   | 79    | 76    | 66    | 5     | 13    | 1        | 0        | 2        | 20    | 8     | 0     | 1        | 1     | 1     | 8     | 2     | 0     | 14    | 1        | .197  | .280     | .303     | .583  |
| 1993       | ヤクルト   | 14    | 15    | 13    | 0     | 3     | 1        | 0        | 0        | 4     | 2     | 0     | 0        | 0     | 0     | 2     | 0     | 0     | 0     | 1        | .231  | .333     | .308     | .641  |
| 1994       | ヤクルト   | 1     | 0     | 0     | 0     | 0     | 0        | 0        | 0        | 0     | 0     | 0     | 0        | 0     | 0     | 0     | 0     | 0     | 0     | 0        | ----  | ----     | ----     | ----  |
| 通算：19年 | 通算：19年 | 1521  | 5196  | 4565  | 495   | 1196  | 180      | 15       | 128      | 1790  | 489   | 19    | 24       | 205   | 30    | 376   | 28    | 20    | 614   | 121      | .262  | .319     | .392     | .711  |

- 各年度の太字はリーグ最高

### 表彰
- ゴールデングラブ賞：1回 （三塁手部門：1991年）

### 記録
初記録
- 初出場：1976年7月23日、対広島東洋カープ12回戦（明治神宮野球場）、8回表に船田和英に代わり三塁手として出場
- 初打席・初安打：1976年8月4日、対読売ジャイアンツ14回戦（明治神宮野球場）、7回裏に松岡弘の代打として出場、クライド・ライトから左前安打
- 初打点：同上、8回裏に加藤初から適時二塁打
- 初本塁打：1976年8月10日、対中日ドラゴンズ16回戦（ナゴヤ球場）、6回表に竹田和史からソロ

節目の記録
- 100本塁打：1987年4月26日、対広島東洋カープ2回戦（広島市民球場）、10回表に長冨浩志から決勝2ラン ※史上148人目
- 1000試合出場：1987年9月11日、対読売ジャイアンツ23回戦（明治神宮野球場）、8回表にボブ・ホーナーに代わり三塁手として出場 ※史上274人目
- 1000安打：1989年8月30日、対広島東洋カープ23回戦（広島市民球場）、6回表に金石昭人から右前適時打 ※史上158人目
- 200犠打：1991年6月16日、対横浜大洋ホエールズ13回戦（横浜スタジアム）、9回表に岡本透から ※史上10人目
- 1500試合出場：1992年9月16日、対横浜大洋ホエールズ26回戦（明治神宮野球場）、7回裏に伊東昭光の代打として出場 ※史上104人目

その他の記録
- オールスターゲーム出場：1回 （1978年）

### 背番号
- 41 （1975年 - 1978年）
- 5 （1979年 - 1994年）
- 82 （1995年）
- 76 （1996年 - 2009年）